# Quốc hội Việt Nam khóa X
Quốc hội Việt Nam khóa X (nhiệm kỳ 1997-2002) có 450 đại biểu, được bầu vào ngày 20 tháng 7 năm 1997. Kỳ họp đầu tiên được tổ chức vào 18 tháng 9 đến 29 tháng 9 năm 1997.

## Các chức danh
Tại kỳ họp thứ nhất, Quốc hội bầu ra các vị trí:
- Chủ tịch nước: Trần Đức Lương.
- Phó Chủ tịch nước: Nguyễn Thị Bình.
- Chủ tịch Quốc hội: Nông Đức Mạnh, (Nguyễn Văn An từ kỳ họp thứ 9 ngày 27/06/2001).
- Thủ tướng Chính phủ: Phan Văn Khải.
- Chánh án Tòa án Nhân dân Tối cao: Trịnh Hồng Dương.
- Viện trưởng Viện Kiểm sát Nhân dân Tối cao: Hà Mạnh Trí.
- Thư ký kỳ họp Quốc hội gồm 7 người. Trưởng Đoàn Thư ký kỳ họp: Vũ Mão.

## Cơ cấu thành phần của Quốc hội
Quốc hội Việt Nam khóa X được bầu vào ngày 20/07/1997 với tỷ lệ cử tri đi bỏ phiếu là 99,59%. Thành phần các đại biểu Quốc hội khóa X gồm có:
- Công nhân, nông dân, trí thức: 36
- Lực lượng vũ trang nhân dân: 55
- Mặt trận Tổ quốc, các đoàn thể, nhân sĩ, tôn giáo: 91
- Đồng bào dân tộc thiểu số: 78
- Phụ nữ: 118
- Trong lĩnh vực kinh tế, khoa học, pháp luật, văn hóa, giáo dục, y tế...: 105
- Có bằng đại học và trên đại học: 411
- Cán bộ ở Trung ương: 134
- Cán bộ ở Địa phương: 316
- Đại biểu khóa IX tái cử: 108
- Đại biểu trẻ (dưới 40 tuổi): 84
- Đại biểu có trình độ Đại học và trên Đại học: 411

## Các văn bản pháp quy được thông qua
Quốc hội khóa X đã ban hành và sửa đổi 31 Luật, bộ luật và ban hành 36 Pháp lệnh

## Các hiệp định, hiệp ước, công ước quốc tế đã phê chuẩn
- Nghị quyết số 36/2000/QH10 về việc phê chuẩn "Hiệp ước biên giới đất liền giữa nước Cộng hoà xã hội chủ nghĩa Việt Nam và nước Cộng hoà Nhân dân Trung Hoa" (thông qua ngày 9 tháng 6 năm 2000)
- Hiệp định giữa Cộng hoà xã hội chủ nghĩa Việt Nam và Hợp chúng quốc Hoa Kỳ về quan hệ thương mại (ban hành ngày 4 tháng 12 năm 2001)